# Landweer (krijgsmacht)

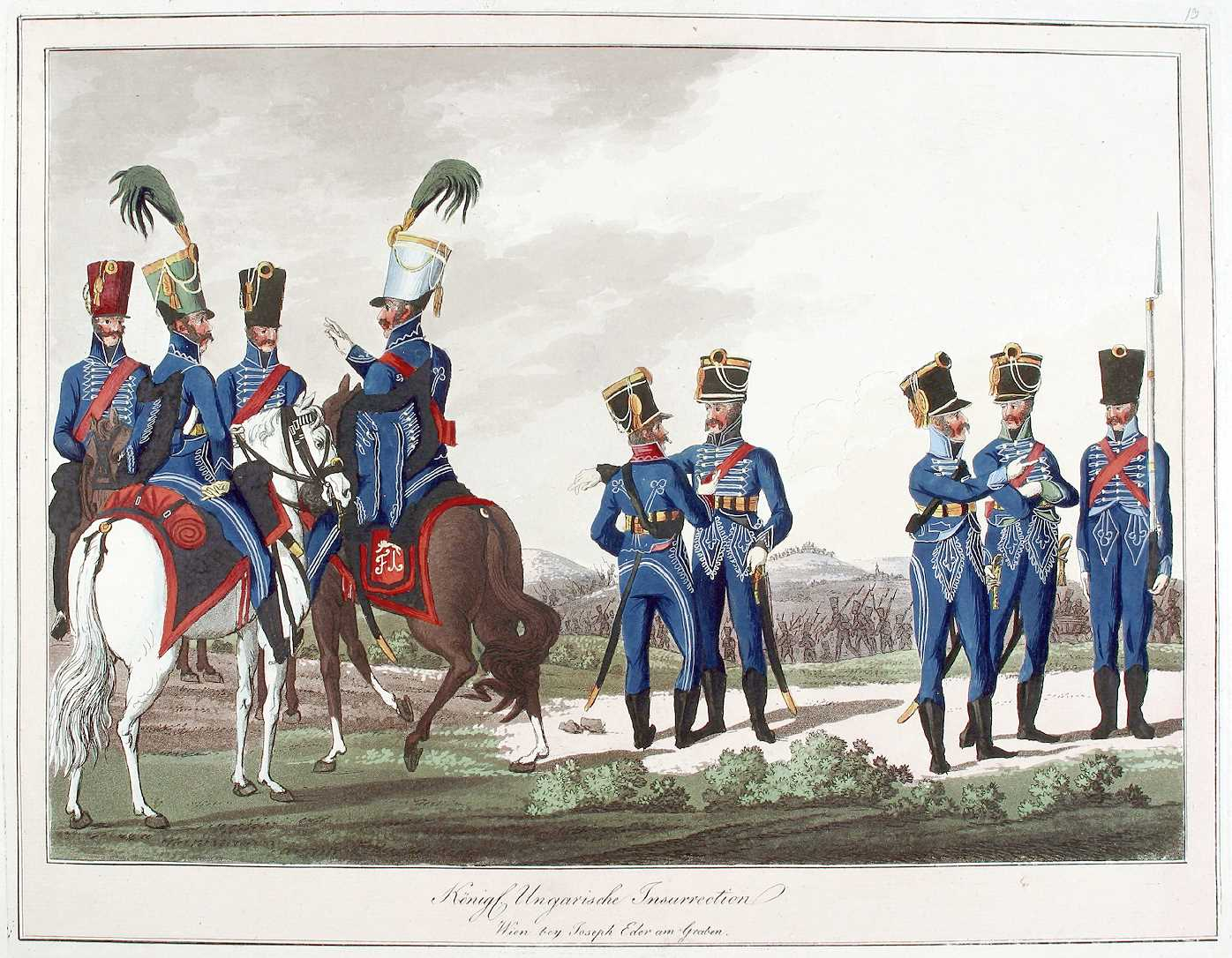
De Hongaarse landweer.

Landweer is of was in verschillende landen een reserveleger van vrijwilligers of dienstplichtigen.
Deze reservestrijdkrachten moesten vaak om de zoveel jaar op herhalingsoefening. Het doel van een landweer naast de reguliere krijgsmacht is om indien nodig in korte tijd een groot aantal soldaten te kunnen mobiliseren.
In Nederland werd op 24 juni 1901 de Landweer-wet aangenomen. Hierbij werden de schutterijen officieel opgeheven en vervangen door een landweer, die bestond uit dienstplichtigen en vrijwilligers. De landweer werd net als de in 1913 heropgerichte Landstorm in 1922 opgeheven, toen een geheel nieuwe regeling van kracht werd.